# 晩杯あきら
晩杯あきら（ばんぱいあきら）は、日本のイラストレーターである。

## 概要
晩杯あきらは、書籍のイラストや、『東方スペルバブル』『チュウニズム』『ブレイブルー オルタナティブ ダークウォー』などのゲームのイラスト、『鎖の少女-Re Alive-』などの楽曲のイラストを始めとして幅広いジャンルのイラストを担当しているイラストレーターである。
また、個人サークル「奴は仮名」の主宰も務めている。
また、絵師100人展においては、「絵師100人展 02」から「絵師100人展 07」までの計6回の参加も行っている。

## 書籍化作品
- 著: 赤月カケヤ、イラスト: 晩杯あきら、ガガガ文庫〈小学館〉『キミとは致命的なズレがある』
  1. 『キミとは決定的なズレがある』（2011年5月、ISBN 9784094512694）[13][14]
- 著: 望公太、イラスト: 晩杯あきら、GA文庫〈ソフトバンククリエイティブ〉『Happy Death Day』シリーズ
  1. 『Happy Death Day 自殺屋ヨミジと殺人鬼ドリアン』（2011年9月、ISBN 9784797367317）[15][16]
  2. 『Happy Death Day マーダラーズカーニバル』（2011年9月、ISBN 9784797368109）[17][18]
- 著: アサウラ、イラスト: 晩杯あきら、ダッシュエックス文庫〈集英社〉『ファング・オブ・アンダードッグ』シリーズ
  1. 『ファング・オブ・アンダードッグ 猟犬の資格』（2014年11月、ISBN 978-4-08-631001-7）[19][20]
  2. 『ファング・オブ・アンダードッグ2 烏の嘴』（2015年1月、ISBN 978-4-08-631021-5）[21][22]
  3. 『ファング・オブ・アンダードッグ3 沈没の空』（2015年5月、ISBN 978-4-08-631040-6）[23][24]
  4. 『ファング・オブ・アンダードッグ4 人と絆』（2016年1月、ISBN 978-4-08-631089-5）[25][26]
- 著: 十文字青、イラスト: 晩杯あきら、ノベルゼロ〈KADOKAWA〉『境界探偵モンストルム』シリーズ
  1. 『境界探偵モンストルム』（2016年3月、ISBN 9784042560005）[27][28][29]
  2. 『境界探偵モンストルム2』（2017年2月、ISBN 9784042560333）[30][31][32]

- 著: 神谷涼・インコグ・ラボ、イラスト: 晩杯あきら、富士見書房公式 TRPG ONLINE〈KADOKAWA〉『常夜国騎士譚RPG ドラクルージュ』シリーズ
  1. 『常夜国騎士譚RPG ドラクルージュ』（2016年3月、ISBN 9784040708522）[33][34]
  2. 『常夜国騎士譚RPG ドラクルージュ ヘレティカノワール』（2016年10月、ISBN 9784040720708）[35][36]
  3. 『常夜国騎士譚RPG ドラクルージュ ノブレスストーリア』（2017年6月、ISBN 9784040723433）[37][38]
  4. 『常夜国騎士譚RPG ドラクルージュ サングトラヴェリア』（2018年2月、ISBN 9784040725536）[39][40]
- 著: 音井駿彦、イラスト: 晩杯あきら、ヒーロー文庫〈主婦の友社〉『キミガイルセカイ』
  1. 『キミガイルセカイ』（2016年4月、ISBN 978-4-07-416953-5）[41][42]
- 著: 淳A、イラスト: 晩杯あきら、TOブックス『弓と剣』シリーズ
  1. 『弓と剣I』（2016年8月、ISBN 978-486472-512-5）[43][44]
  2. 『弓と剣II』（2017年6月、ISBN 978-486472-588-0）[45][44]

- 著: ツマビラカズジ、イラスト: 晩杯あきら、GCノベルズ〈マイクロマガジン社〉『信長の弟 織田信行として生きて候』シリーズ
  1. 『信長の弟 織田信行として生きて候 第一巻』（2017年5月、ISBN 9784896376340）[46][47]
  2. 『信長の弟 織田信行として生きて候 第二巻』（2017年10月、ISBN 9784896376647）[48][49]
  3. 『信長の弟 織田信行として生きて候 第三巻』（2018年6月、ISBN 9784896377590）[50][51]
- 著: 猫子、イラスト: 晩杯あきら、ガガガブックス〈小学館〉『元将軍のアンデッドナイト』シリーズ
  1. 『元将軍のアンデッドナイト』（2018年2月、ISBN 9784094611090）[52]
  2. 『元将軍のアンデッドナイト2』（2018年7月、ISBN 9784094611137）[53]
  3. 『元将軍のアンデッドナイト3』（2019年3月、ISBN 9784094611205）[54]
  4. 『元将軍のアンデッドナイト4』（2019年12月、ISBN 9784094611335）[55]
  5. 『元将軍のアンデッドナイト5』（2020年10月、ISBN 9784094611441）[56]
- 著: 弘松涼、イラスト: 晩杯あきら、光文社ライトブックス〈光文社〉『ブサメンガチファイター』
  1. 『ブサメンガチファイター』（2018年5月、ISBN 9784334912192）[57][58]

- 著: 風波しのぎ、装丁・本文イラスト: 晩杯あきら、アルファポリス、星雲社『THE NEW GATE』シリーズ
  1. 『THE NEW GATE 12 心の寄る辺』（2018年7月、ISBN 9784434248122）[59][60]
  2. 『THE NEW GATE 13 異世界の学び舎』（2018年12月、ISBN 9784434253942）[61][62]
  3. 『THE NEW GATE 14 死に至る罪』（2019年4月、ISBN 9784434258015）[63][64]
  4. 『THE NEW GATE 15 魂の帰る場所』（2019年10月、ISBN 9784434265174）[65][66]
  5. 『THE NEW GATE 16 命の花園』（2020年3月、ISBN 9784434271601）[67][68]
  6. 『THE NEW GATE 17 皇国防衛戦』（2020年9月、ISBN 9784434277771）[69][70]
  7. 『THE NEW GATE 18 聖地攻略戦』（2021年3月、ISBN 9784434277771）[71]
- 著: 稲荷竜、イラスト: 晩杯あきら、ダッシュエックス文庫〈集英社〉『おっさん吸血鬼と聖女。』
  1. 『おっさん吸血鬼と聖女。』（2018年8月、ISBN 9784086312639）[72][73]